# Bőhm Viktor
Bőhm Viktor (Miskolc, 1900. március 18. – Rockaway, 
New Jersey, 1981. február 2.) építész, a modernizmus képviselője.

## Élete
1900. március 18-án született Miskolcon, ahol szülei a Kossuth utcán laktak; szülei Bőhm Nándor kereskedelmi ügynök és Guttmann Fáni. A bécsi egyetemen szerzett építészmérnöki diplomát 1927-ben, majd a Budapesti Műszaki Egyetemen építészi és építőmesteri oklevelet. 1929–1939 között Magyarországon működött, majd az Egyesült Államokba költözött, ahol egészségügyi központok, csecsemőotthonok, egy kórház és két idősek otthona épült a tervei alapján a New York-i Staten Islanden. 1948-ban díjat nyert a legjobban tervezett amerikai nagyáruházért. 1969-ben jelent meg Cubes and Man. A Psychological View of Architecture című műve, amelyben az építészet és pszichológia kapcsolatát taglalja. A New York-i Tudományos Akadémia tagja volt.

## Épületei
A lista nem teljes, bővítendő.
- Lakóház (Miskolc, Csengey Gusztáv utca 5.; 1931) – 2003-ban összevonták a szomszédos, 3-as számú házzal
- Lakóház (Miskolc, Déryné utca 16.; 1932)
- Lakóház (Miskolc, Görgey Artúr utca 16.; 1933)
- Lakóház (Miskolc, Régiposta utca 12.; 1933)
- Sorház garzonlakásokkal (Miskolctapolca, Győri utca 12.; 1933) – teljesen átépítve
- Lakóház (Miskolctapolca, helye ismeretlen; 1934-ben közölte le a Tér és forma)
- Villa (Miskolc, Farkas Jenő utca; 1937)
- Többlakásos bérház (Miskolc, Kazinczy Ferenc utca 15.; 1937–1938)
- Lakóház terve (Miskolc, Horváth Lajos utca 19. (Horváth Lajos utca – Szentpáli utca sarok); 1938)
- Lakóház átépítése (Miskolc, Horváth Lajos utca 3.) – a korábban a rokonai tulajdonában álló házat 1939-ben alakította át. 2021-ben elbontották.